# Monbijoubrücke
Monbijoubrücke – most łukowy w Berlinie, łączący północny kraniec Wyspy Muzeów z obydwoma brzegami Sprewy (Spandauer Vorstadt i Dorotheenstadt). Most jest zamknięty dla ruchu kołowego i tworzy wejście do Muzeum im. Bodego (niem. Bode-Museum).

## Historia

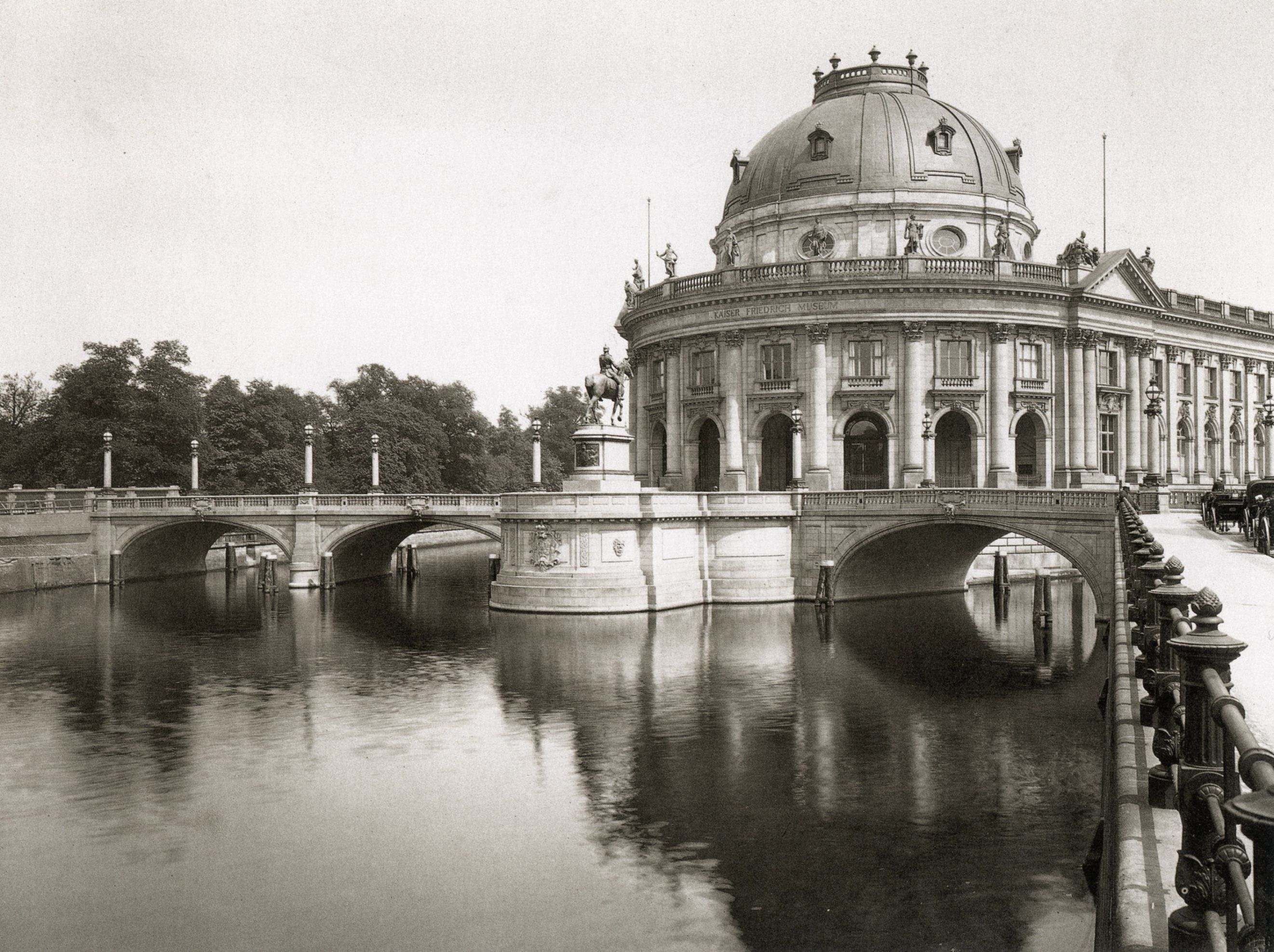
Monbijoubrücke w 1905 roku

Pierwszy, drewniany Monbijoubrücke powstał w 1776 roku, łącząc wyspę z przeciwległym brzegiem Sprewy, na którym stał Pałac Monbijou.
Drugi most Monbijoubrücke został wzniesiony w latach 1902–1904 na podstawie projektu królewskiego architekta Ernsta von Ihne. Most składał się z dwóch części: nad Sprewą i nad Kupfergraben. Północna część mostu (nad Sprewą) została wysadzona w powietrze w ostatnich dniach II wojny światowej i zastąpiona prowizoryczną, lekką konstrukcją. Most odbudowano w 2006 roku, jednak z uwagi na wymogi żeglugi, zrezygnowano ze środkowego filaru.